# Carl August Ehrensvärd (1892–1974)
Carl August Ehrensvärd, född 3 augusti 1892 i Karlskrona amiralitetsförsamling, Blekinge län, död 24 april 1974 i Snårestads församling, Malmöhus län, var en svensk greve och militär. Han var chef för Försvarsstaben 1945–1947 och arméchef 1948–1957.

## Biografi

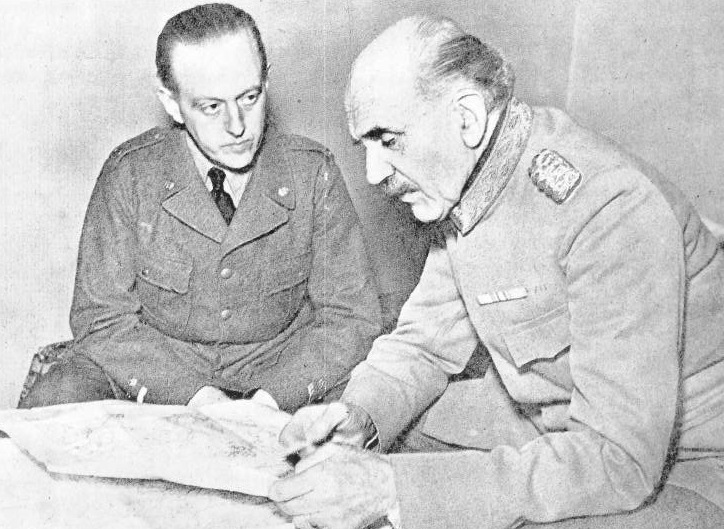
Chef för Svenska Frivilligkåren Ernst Linder och Carl August Ehrensvärd i Torneå.

Ehrensvärd avlade studentexamen i Stockholm 1911, officersexamen 1913, blev underlöjtnant vid Svea livgarde (I 1) samma år, löjtnant där 1916 och begärde avsked 1918 då han deltog i finska inbördeskriget mars–augusti 1918 som finsk major och chef för Skärgårdens frikår och besatte därunder Åbo. Efter Åbos fall upprättade lokala myndigheter en domstol som enligt 1772 års svenska lag dömde underåriga till dödsstraff. Officerare ur Skärgårdens frikår uttryckte reservationer mot delar av den civila domstolens utslag. Ehrensvärd blev på nytt löjtnant vid Svea livgarde i september 1918 och senare regementsadjutant.
Han blev kapten vid generalstaben 1926, var avdelningschef vid generalstabens centralavdelning 1935–1937, vid försvarsstabens arméoperationsavdelning 1937–1938, överstelöjtnant och chef för Göta livgardes (I 2) stridsvagnsbataljon 1938–1939, överstelöjtnant och stabschef för Svenska frivilligkåren under Finska vinterkriget 1940, finsk överste 1940, överste i svensk tjänst 1940, chef för Krigshögskolan (KHS) 1940–1941, tjänst vid Södra skånska infanteriregementet (I 7) 1941–1942, sektionschef försvarsstaben 1942–1944, generalmajor och tillförordnad chef försvarsstaben 1944, chef 1945, militärbefälhavare I. militärområdet 1947–1948, generallöjtnant och arméchef 1948–1957, general i generalitetets reserv 1957.
Ehrensvärd lärde känna Axel Rappe och Helge Jung, och medverkade 1927 i bildandet av Ny militär tidskrift. Ehrensvärd spelade en framträdande roll i debatten om de svenska försvarsprinciperna. Han utgav bland annat boken Hårt mot hårt (1943). Till skillnad mot tidigare generation arméofficerare etablerade Ehrensvärd och kretsen kring Ny militär tidskrift goda relationer med socialdemokratiska politiker som Rickard Sandler, Per Edvin Sköld och Tage Erlander.

### Förstöring av material från Operation Stella Polaris
Till Sverige i september 1944 överfört hemligt finländskt signalspaningsmaterial under Operation Stella Polaris hade förvarats på bland annat Försvarets Radioanstalt och hos Svante Påhlson på Rottneros. I december 1960 brändes detta material på Lövsta sopstation i Stockholm, även det som då tillhörde myndigheten Försvarets radioanstalt, efter ett irreguljärt ingripande av den då pensionerade arméchefen Ehrensvärd.

### Familj
Ehrensvärd var son till viceamiral, greve Carl August Ehrensvärd (1858–1944) och friherrinnan Lovisa Ulrika (Ulla), född Thott. Carl August Ehrensvärd gifte sig 1922 med grevinnan Gisela Bassewitz (1895–1946) – i hennes andra gifte – dotter till greve Adolf Bassewitz-Behr och Dorothee, född Krell. År 1947 gifte han sig med Elisabeth Lachmann (1905–1991). I första äktenskapet fick han barnen Louise (född 1925) och Jörgen (född 1932). Han var bror till Gösta Ehrensvärd (1885–1973) och farbror till Gösta Ehrensvärd (1910–1980). Hans farfars farfar var fästningsbyggaren Augustin Ehrensvärd. Han var syssling till den kände norske läkaren Olaf Scheel.
Ehrensvärd är begravd på Tosterups kyrkogård.

## Utmärkelser
Ehrensvärds utmärkelser:

- Kommendör med stora korset av Svärdsorden (KmstkSO)
- Kommendör av första klassen av Nordstjärneorden (KNO1kl)
- Riddare av Vasaorden (RVO)
- Storkorset av Danska Dannebrogsorden (StkDDO)
- Storkorset av Etiopiska Stjärnorden (StkEtSO)
- Storkorset av Finlands Vita Ros’ orden (StkFinlVRO)
- Storofficer av Franska Hederslegionen (StOffFrHL)
- Storkorset av Norska Sankt Olavs orden (StkNS:tOO)
- Finska Frihetskorsets orden 2:a klass och 4:e klass med svärd (FFrK2o4klmsv)
- Officer av Lettiska Tre Stjärnors orden (OffLettSO)
- Officer av Nederländska Oranien-Nassauorden med svärd (OffNedONOmsv)
- Sjukvårdsguldmedalj (Svenska Röda Korset) (GMsjv)
- Hemvärnets förtjänstmedalj i guld (HvGM)
- Riksförbundet Sveriges lottakårers kungliga förtjänstmedalj i guld (SLKGM)
- Centralförbundets för befälsutbildning förtjänstmedalj i guld (CFBGM)
- Sveriges civilförsvarsförbunds guldmedalj (SCFGM)
- Sveriges skytteförbunds överstyrelses silvermedalj (SvsfbSM)
- ? olympiska förtjänstmedalj (RyttOlftjM)
- Dansk Frihetsmedalj (DfrM)
- ? (FinlSkFK)
- 2 x Finsk krigsminnesmedalj (2FMM)
- Finska minnesmedaljen Pro benignitate humana (FMpbh)
- ? (SvARHt)